# Alfredo Rocco
Alfredo Rocco (Napoli, 9 settembre 1875 – Roma, 28 agosto 1935) è stato un giurista e politico italiano, al cui nome è legato il Codice penale da lui varato e tuttora in vigore, nonché il Codice di procedura penale, rimasto in vigore dal 1930 fino al 1988, quando è stato emanato il Codice Pisapia-Vassalli.

## Biografia
Figlio di un ingegnere, Alberto Rocco, e di Maria Berlingieri, la sua famiglia fu definita da Indro Montanelli "un allevamento di cavalli di razza". Tutti i suoi quattro figli emersero nel Novecento sul piano nazionale come giuristi: oltre ad Alfredo, Arturo (professore di Diritto e Procedura penale alle università di Ferrara, Sassari, Siena, Napoli e Roma, fondatore della scuola moderna del tecnicismo giuridico), Ugo (professore ordinario di Diritto processuale civile a Napoli) e Ferdinando Rocco, presidente del Consiglio di Stato dal 1947 al 1950.
È professore ordinario di Procedura civile all'Università degli Studi di Parma (1906-1909) e a quella di Palermo (1909-1910), poi di Diritto commerciale all'Università degli Studi di Padova (1910-1925). Diviene poi professore di Legislazione economica del lavoro alla facoltà di Scienze politiche, e poi di Diritto commerciale in quella di Giurisprudenza, dell'Università La Sapienza di Roma, ateneo di cui è rettore dal 1932 al 1935.
Rocco, già vicino al Partito Radicale Italiano, diventa nazionalista nel 1913, mentre è professore a Padova: egli rimette insieme il circolo nazionalista locale - scioltosi alla fine del 1912 - e pubblica nel gennaio 1914 l'opuscolo Che cosa è il nazionalismo e che cosa vogliono i nazionalisti, nel quale espone all'opinione pubblica il programma teorico del movimento, dai forti toni imperialistici e antidemocratici. Durante la crisi interventista del 1914-15, Rocco è un acceso sostenitore dell'ingresso dell'Italia nella Grande guerra. Durante la guerra fu ufficiale del "Servizio P" (propaganda) ed uno dei redattori del giornale di trincea L'Astico.
Dal 1920 al novembre 1922 Rocco fu presidente e amministratore delegato della società editrice del quotidiano L'Idea Nazionale, organo dell'Associazione Nazionalista Italiana. Sviluppò un rapporto molto stretto con i fratelli Perrone, proprietari dell'azienda Ansaldo, che gli fornirono lauti finanziamenti. Dovette però cedere la proprietà del giornale nel 1922, quando l'azienda fallì e i finanziamenti furono interrotti.
Nel 1921 fu eletto alla Camera dei deputati del Regno d'Italia. Prima della marcia su Roma si schierò a favore della fusione dell'Associazione Nazionalista Italiana con il Partito Nazionale Fascista, poi realizzata nel 1923, e si interessò particolarmente della questione di Fiume, recandosi in varie occasioni nella città per incontrare Gabriele D'Annunzio. Dopo la formazione del governo Mussolini fu più volte sottosegretario dal novembre 1922 al 1924, e in seguito fu eletto Presidente della Camera dei deputati il 24 maggio 1924. Dal 1925 al 1932 fu Ministro di grazia e giustizia e affari di culto e promosse la codificazione penale del fascismo, firmando il codice penale e quello di procedura penale del 1930, e conciliando la scuola penale classica e quella positiva col sistema del cosiddetto doppio binario, ovvero l'alternanza fra pena e misura di sicurezza.
Fu presidente della Federazione Italiana Scherma dal 1924 al 1925. Inoltre dal 1929 al 1935, anno della sua morte, fu Presidente dell'Istituto internazionale per la cinematografia educativa, organismo collegato alla Società delle Nazioni ed unica struttura dipendente dal consesso ginevrino che abbia avuto sede in Italia.
Albert Einstein scrisse al ministro una lettera (riportata nella raccolta Come io vedo il mondo - Mein Weltbild) in cui affermava che non fosse necessario che gli scienziati italiani dovessero giurare fedeltà al partito fascista per continuare le loro attività didattiche e scientifiche. Nel 1935 gli fu conferito dalla Reale Accademia d'Italia il premio Mussolini.
Nominato senatore del Regno il 1º marzo 1934, morì a Roma nel 1935.
Fra i suoi allievi, il giuscommercialista Giuseppe Ferri.

## I duecodici Rocco
Rocco intervenne in prima persona nel corso dei lavori di redazione dei codici penale e processuale penale, optando per soluzioni spesso in contrasto con la maggioranza dei membri delle commissioni ministeriali ed entrando spesso in dissidio con giuristi insigni come Vincenzo Manzini che proponevano tesi più oltranziste. Il codice penale è sostanzialmente ancora in vigore. Il suo carattere autoritario è stato oggetto di critiche provenienti da diverse parti politiche.
Il codice di procedura penale, profondamente modificato a partire dal 1955, è stato abrogato nel 1989 per essere sostituito dal testo attuale, che - pur redatto da una commissione di giuristi presieduta da Giandomenico Pisapia - convenzionalmente prende il nome dal guardasigilli Giuliano Vassalli.

## Pensiero politico
Nel suo pensiero politico Rocco traccia una sorta di filosofia della storia, che può esprimersi tramite il principio dell'organizzazione (quando vige si realizzano i momenti migliori della società umana: impero romano, cultura cattolica, grandi realtà statali) oppure tramite il principio dell'individualità (quando è protagonista la storia vive i suoi momenti più bassi: barbari, movimento protestante, Rivoluzione).
L'Italia, secondo Rocco, è riuscita a coniugare i due principi durante il Risorgimento: è pervenuta all'organizzazione attraverso il ricorso a idee liberali e democratiche.
Questo periodo è seguito dalla decadenza dell'età giolittiana, che perdura sino alla prima guerra mondiale. Con il fascismo si è tornati allo stato organizzato (principio dell'organizzazione): la rivoluzione fascista è stata tale nel significato etimologico del termine: ha fatto tornare le cose com'erano prima: un vero e proprio ritorno al punto di partenza. La rivoluzione fascista, secondo Rocco, è stata dunque una rivoluzione conservatrice, essendo consistita in un ritorno delle tradizionali forme autoritarie e gerarchiche.